# Felsőpatak
Felsőpatak (Valea Mare de Criș), település Romániában, a Partiumban, Bihar megyében.

## Fekvése
A Réz-hegység alatt, Élesdtől délkeletre, a Királyhágói út jobb oldalán, Kisbáród és Nagybáród közt fekvő település.

## Története
Felsőpatak nevét 1392-ben említette először oklevél Nagypatak néven.
1692-ben Nagy Patak, 1808-ban Nagypatak, Valeamáre, 1888-ban Nagy-Patak (Valamare), 1913-ban Felsőpatak néven írták.
A falu egykor a báródsági kerülethez tartozott.
1910-ben 498 lakosából 6 magyar, 491 román volt. Ebből 19 görögkatolikus, 472 görögkeleti ortodox, 6 izraelita volt.
A trianoni békeszerződés előtt Bihar vármegye Élesdi járásához tartozott.

## Nevezetességek
- Görög keleti temploma - 1830-ban  épült.